# Meigs (Géorgie)
Pour les articles homonymes, voir Meigs.
Meigs est une ville américaine située dans les comtés de Mitchell et de Thomas, en Géorgie. Selon le recensement de 2020, sa population est de 928 habitants.